# Morte di Cleopatra (Cagnacci)
La Morte di Cleopatra è un dipinto a olio su tela (120x158 cm) di Guido Cagnacci, databile al 1660 circa e conservato a Milano alla Pinacoteca di Brera. La firma dell'artista è riportata alla base del bracciolo sinistro della poltrona.

Morte di Cleopatra, 1660 circa, versione conservata a Vienna, Kunsthistorisches Museum.

## Storia e descrizione
Appartiene alla fase matura dell'artista, che la realizzò alla corte dell'Imperatore Leopoldo I a Vienna, dove Cagnacci trascorse gli ultimi anni della propria attività. Un'altra versione del dipinto, che mostra la regina morente contornata da ancelle, con il capo reclinato, è conservata appunto al Kunsthistorisches Museum di Vienna.
Il dipinto ritrae Cleopatra al momento del suicidio, dopo il morso dell'aspide rappresentato sul bracciolo intento a fissare il viso della donna. Si tratta della fedele traduzione su tela del racconto di Plutarco, che ebbe notevole fortuna in epoca barocca, rappresentando
(Plutarco, Vita di Antonio.)